# Virginiában történt légi közlekedési balesetek listája
A Virginiában történt légi közlekedési balesetek listája az Amerikai Egyesült Államok Virginia államában történt halálos áldozattal járó, illetve a kisebb balesetek, meghibásodások miatt történt, gyakran csak az adott légiforgalmi járművet érintő baleseteket is tartalmazza évenkénti bontásban.

## Virginia államban történt légi közlekedési balesetek

### 2017
- 2017. augusztus 12., Albermale megye, Virginia. Egy Bell 407-es típusú rendőrségi helikopter lezuhant. A fedélzeten tartózkodó két fő életét vesztette.[1]

### 2018
- 2018. július 9. Williamsburg. Egy Robinson R44-es típusú helikopter egy lakóházba csapódott. A házban élő 91 éves asszony életét vesztette, miközben a ház kigyulladt.[2]